# Meskhétie
La Meskhétie ou Samtskhe (en géorgien : მესხეთი, parfois transcrit Meskheti) est une région historique de la Géorgie dans une partie montagneuse de la Moskhie (en) au sud ouest. Elle fait actuellement partie de la région de Samtskhe-Javakheti, avec la Djavakheti et le Tori (en).

## Historique
Du IIe millénaire au IVe siècle av. J.-C., la Meskhétie faisait partie du royaume géorgien de Diaokhi ; puis du IVe siècle av. J.-C. au VIe siècle, il fut intégré dans le royaume caucasien d'Ibérie. Aux Xe – XVe siècle, la région fait partie du royaume unifié de Géorgie. Au XVIe siècle, la région est occupée et annexée par l'Empire ottoman et en constitue une province, l'eyalet de Tchildir. Conquise par l'Empire russe pendant la guerre russo-turque de 1828-1829, la région est intégrée dans le gouvernement de Tiflis (Tiflisskaia Gubernia). De 1918 à 1921, elle appartient à la République démocratique de Géorgie, et de 1921 à 1990, à la République socialiste soviétique de Géorgie.

## Population
Les habitants en étaient les Meskhi (ou turcs meskhètes, Moskhi) et les Mosiniks. La majorité de la population contemporaine de la région (Meskhs) sont les descendants de ces anciennes tribus, qui parlent une langue kartvelien (aujourd'hui le géorgien) et sont largement chrétiens orthodoxes. Les Mosiniks (ou Mossynoeci) sont réputés être parmi les inventeurs de la métallurgie du fer.
La population musulmane a fait une grande proportion de la population de la Meskhétie, devenant les nommés Turcs Meskhètes, musulmans qui parlaient le turc anatolien (mais qui a inclut aussi musulmans qui parlaient des langues géorgiennes et l'arménien). En 1944, la majorité de la population turc meskhète a subi une déportation massive sous Staline et ont été dispersés dans tous les pays avoisinants, vers l'Asie central en particulière. Leur retour au pays a été amorcé.

## Sources
- (en) Cet article est partiellement ou en totalité issu de l’article de Wikipédia en anglais intitulé « Meskheti » (voir la liste des auteurs).